# Schloss Wasenhof

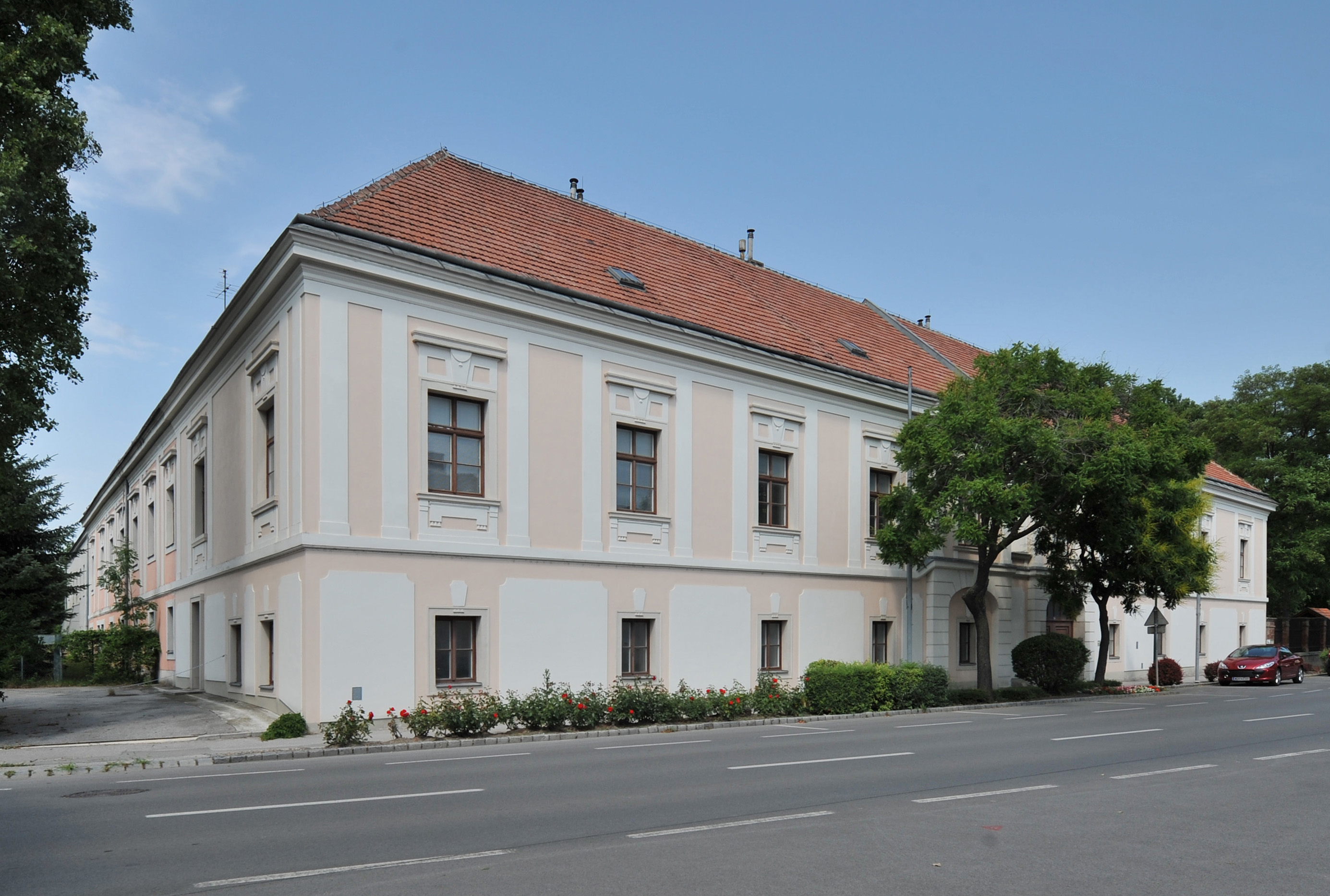
Schloss Wasenhof, Ansicht von Südwesten

Schloss Wasenhof, auch Schloss Biedermannsdorf genannt, ist eine barocke Schlossanlage in der niederösterreichischen Marktgemeinde Biedermannsdorf. Das denkmalgeschützte Ensemble (Listeneintrag) geht auf einen mittelalterlichen Gutshof zurück, der in der ersten Hälfte des 18. Jahrhunderts von dem damaligen Erzbischof von Wien, Sigismund von Kollonitz, durch einen Schlossneubau ersetzt wurde. 1883 kam die Anlage an die Stefanie-Stiftung, die in den Gebäuden ein Heim für behinderte Kinder betrieb. Später in eine Sonderschule umgewidmet und ab 1939 von der Stadtgemeinde Wien als Kinderheim weitergeführt, steht das Schloss seit Schließung des Heims im Jahr 2005 leer. Seither wird nach neuen Nutzungsmöglichkeiten dafür gesucht.

## Geschichte
Der Ort „Pidermannsdorff“ erscheint in Urkunden erstmals 1275, zuvor wurde die seit 1170 mehrfach im Klosterneuburger Urbar genannte Siedlung mit „Zohensunsdorf“ bezeichnet. Das heutige Schloss ging aus dem Wasenhof, dem ältesten von drei Freihöfen in Biedermannsdorf, hervor. Sein Name stammt vermutlich aus dem 14. Jahrhundert und geht auf einen urkundlich nicht nachweisbaren Besitzer aus dem Geschlecht der Waser zurück, obwohl die Bezeichnung „Washof“ erst in einer Urkunde aus dem Jahr 1454 erscheint. 1393 war das Gut vermutlich im Besitz des Hanns von Liechtenstein.

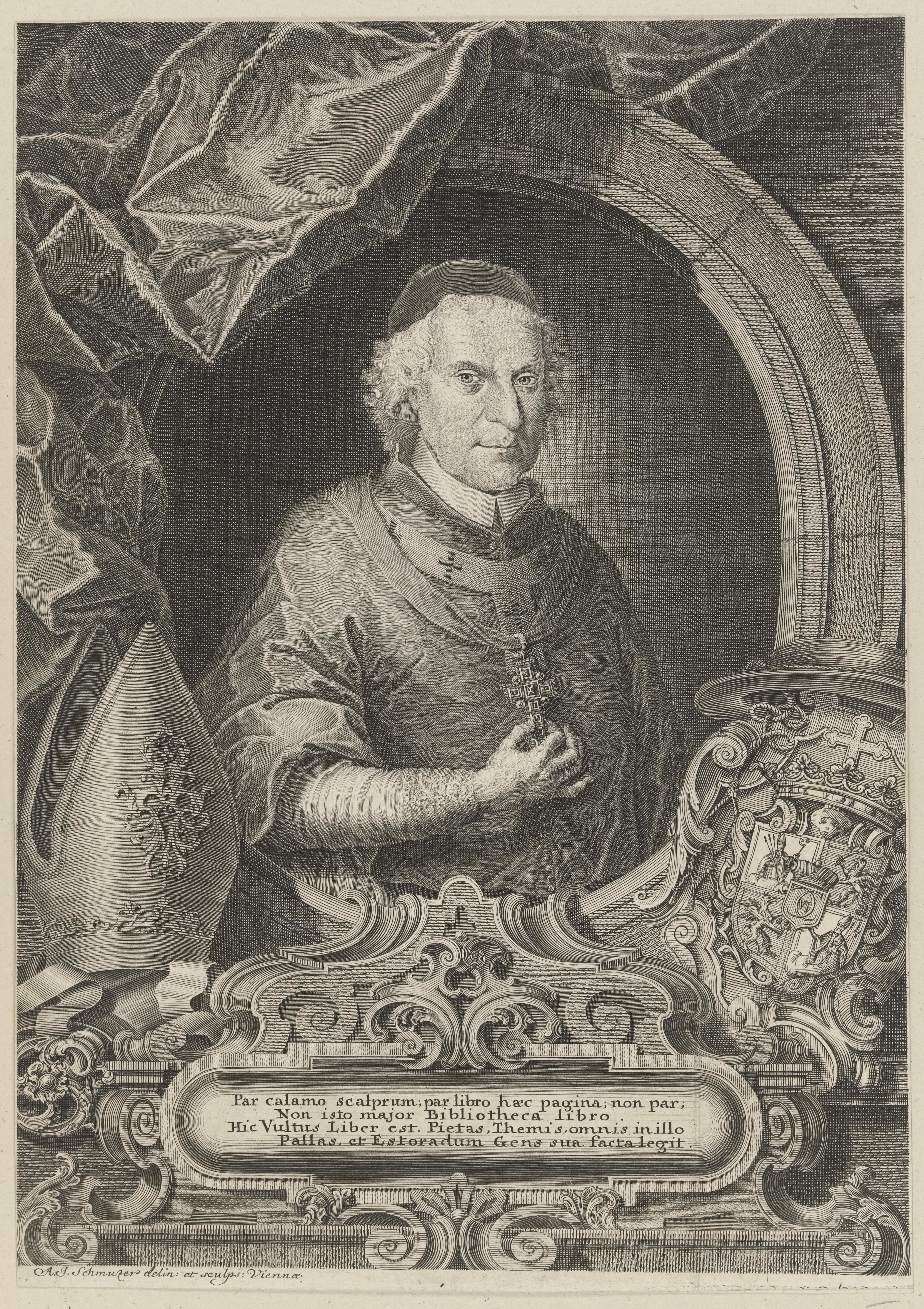
Erzbischof Sigismund von Kollonitz ließ das Barockschloss in den 1730er Jahren errichten. Kupferstich von Adam Schmutzer, 1716–1736

Der Wasenhof wurde als Lehen vergeben und wechselte im 15. bis 17. Jahrhundert oft den Besitzer, wurde aber auch durch Flächenzukäufe vergrößert. Die Lehnsnehmer waren meist wohlhabende Bürger oder Mitglieder von Familien aus dem niederen Adelsstand. Zu ihnen zählten zum Beispiel 1604 Sebastian von Plauenstein und 1624 Seyfried Christoph von Breuner, Statthalter von Niederösterreich. 1454 gehörte das Gut kurzzeitig auch dem Stift Heiligenkreuz, das es von Jörg Hintperger erworben hatte.
1731 erwarb der damalige Erzbischof von Wien, Sigismund Graf von Kollonitz, das Anwesen von Hans Carl Freiherr von Geymann und ließ in den folgenden Jahren auf den Resten des Vorgängers einen Schlossneubau ausführen. Sein Adoptivsohn Ladislaus Graf von Kollonitz erbte den Besitz 1751 und vermachte ihn bei seinem Tod 1780 Siegmund Graf Kollonics von Kollógrad. Dessen Nachfolger Karl Graf Kollonitz von Kollograd verkaufte 1787 an Johannes Paul Kaltner. Nachdem 1802 Reichsfreiherr Peter de Treux de Wardin den Besitz übernommen hatte, ließ er die der heiligen Maria und dem heiligen Florian gewidmete Schlosskapelle zu einer Kanzlei und zu Wohnraum umfunktionieren. Der nachfolgende Schlossherr, Johann Graf von Abensperg-Traun, veräußerte den Komplex 1843 an den Industriellen Alexander Schöller. Ihm folgten in rascher Folge weitere Eigentümer, die das Schloss teilweise als industrielle Produktionsstätte nutzten. So richtete zum Beispiel Theodor Martinsen 1857 im Wasenhof eine Eisengießerei und Kesselschmiede ein. 1868 war die Anlage dann vorübergehend ungenutzt und wurde im September des Jahres im Fremden-Blatt als Pachtobjekt angeboten.

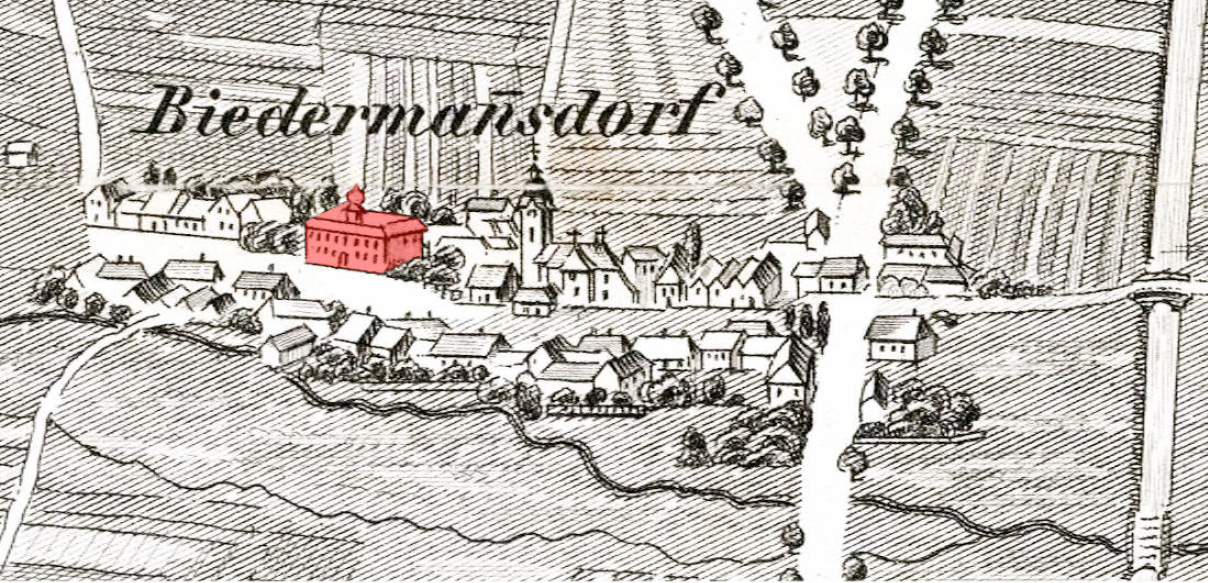
Biedermannsdorf auf der Schweickhardtschen Perspektivkarte (1830–1846); rot markiert: Schloss Wasenhof

1876 kaufte Heinrich Drasche Ritter von Wartinberg, dem die Ziegeleien im benachbarten Vösendorf gehörten, den Besitz. Sein Sohn Richard schenkte das Schloss samt Schlossgarten und landwirtschaftlichen Flächen von insgesamt 45.000 Quadratmetern im Jahr 1883 dem Wiener „Verein für die Erziehung und Pflege schwachsinniger Kinder“, einer Organisation, der neben Drasche-Wartinberg private Unterstützer sowie Persönlichkeiten aus Politik und Verwaltung angehörten. Der Verein wollte die Anlage als privates Heim für behinderte Kinder nutzen. Nachdem Kronprinzessin Stephanie den Ehrenschutz dafür übernommen hatte, wurde die Einrichtung am 28. November 1883 mit einem großen Festakt als „Asyl der Stefanie-Stiftung im Schloss Biedermannsdorf“ feierlich eröffnet. Der Feier wohnten unter anderem Erzherzog Rudolf mit seiner Frau, der Fürsterzbischof von Wien, Cölestin Josef Ganglbauer, Ministerpräsident Graf Eduard von Taaffe und der damalige Bürgermeister von Wien, Eduard Uhl, bei.
Für den Heimbetrieb wurden weitere benachbarte Grundstücke und Immobilien angekauft sowie das Schloss durch Zubauten erweitert. So erwarb der Verein 1885 zwei Häuser im Umfeld und ließ sie für die Erweiterung des Schlossgartens abreißen. 1903 erfolgte der Kauf des heutigen Gärtnerhauses, im Jahr darauf der Erwerb des Gartenschlössels, das anschließend als Spital für Infektionskranke genutzt wurde. Zuvor waren dem Schloss 1890 ein komplett neuer Trakt und 1899 hofseitig Anbauten zugefügt worden. Im Jahr 1924 wurde die Anstalt in eine Art Sonderschule umgewandelt und trug fortan den Namen „Bildungsheim Stephanie-Stiftung“.
Nach der Machtübernahme der Nationalsozialisten und der Eingemeindung von Biedermannsdorf als Teil von Wien wurde die Anstalt 1939 von der Stadt Wien übernommen und als Erziehungsanstalt völkisch ausgerichtet und Jugendliche mishandelt.
Gegen Ende des Zweiten Weltkriegs trug das Schlossgebäude bei einem Brand nach einem Fliegerangriff 1945 Schäden davon, diente aber auch in den Nachkriegsjahren weiterhin als Sonderschule. Ende der 1970er und zu Beginn der 1980er Jahre ließ diese die Fassaden des Schlosses restaurieren. Zuletzt war dort das Erziehungsheim Biedermannsdorf (Kinderheim) der Stadt Wien untergebracht (nicht zu verwechseln mit dem Borronäum Kinderheim der katholischen Kongregation der Schwestern vom hl. Karl Borromäus für Mädchen zwischen 3 und 15 Jahren mit der Adresse Perlagasse 10).
Die Aufarbeitung der Heimerziehung in Österreich, und somit auch in Wien, hat in den 2010er Jahren zum Vorschein gebracht, dass tausende Gewaltfälle in dem Heim passiert sind, bis zu dutzenden berichteten sexuellen Gewaltfällen.
Seit der Schließung des Kinderheim der Stadt Wien im Jahr 2005 steht die Anlage heute leer. Die Stadt Wien verkaufte die ungenutzte Gebäude 2017 mit dazugehörender 22.000 Quadratmeter großen Fläche für 6,3 Millionen Euro an die Bundesimmobiliengesellschaft. Sie möchte das Schloss einer neuen Nutzung zuführen und lässt prüfen, welche Optionen dafür infrage kommen.

## Beschreibung
Schloss Biedermannsdorf besteht aus einem hufeisenförmigen Schlossbau aus der Zeit des Barocks und An- und Zubauten aus dem letzten Jahrzehnt des 19. sowie ersten Viertel des 20. Jahrhunderts.

### Barockbau
Die zwei Geschoße der hufeisenförmigen Dreiflügelanlage sind von einem pfannengedeckten Walmdach über einem profilierten Traufgesims abgeschlossen. Schaufassade ist die südliche Straßenfront, die durch Fenster in zehn Achsen unterteilt ist. Ihr heutiger Zustand und die Farbgebung in hellem Apricot sowie Weiß ist das Ergebnis einer Restaurierung in den frühen 1980er Jahren. Die Fassade ist durch ein breites Gesimsband zwischen den beiden Geschoßebenen horizontal gegliedert. Die beiden Mittelachsen sind durch flache Risalite optisch hervorgehoben. Früher war die Mitte dieses Flügels durch einen kleinen quadratischen Turm mit Zwiebelhaube zusätzlich betont, jedoch wurde er – wie der Dachstuhl – vermutlich bei einem Brand im Jahr 1945 zerstört. Im Erdgeschoß lagen mittig früher zwei Tore mit Rustika-Rahmung, von denen das westliche der ehemalige Kapelleneingang war und mittlerweile vermauert ist. Hinter dem östlichen korbbogigen Torbogen liegt eine Tordurchfahrt mit Platzlgewölbe, die in den Schlosshof führt. Die einfachen Rechteckfenster des Erdgeschoßes besitzen stilisierte Keilsteine aus Putz. Zwischen ihnen liegen große, weiß gestrichene Putzfelder. Die Fenster der Beletage im Obergeschoß sind von Putzlisenen gerahmt und besitzen profilierte Verdachungen. Die Putzfelder unter den Verdachungen und den Sohlbänken zeigen Verzierungen mit Quasten. Das Fensterdekor des Ost- und Westflügels gleicht dem des Südtrakts, jedoch fehlen die Verzierungen im Parapetbereich.
Die Hoffassade des Barockbaus wurde durch An- und Umbauten des späten 19. und 20. Jahrhunderts stark verändert, aber Ende der 1970er Jahre restauriert. Dem Ostflügel ist ein zweigeschoßiger Anbau aus dem Jahr 1927 vorgesetzt. Sowohl hinter seinen korbbogigen Fenstern im Erdgeschoß als auch hinter den Rechteckfenstern des Obergeschoßes liegen Gänge zur Erschließung des Gebäudeflügels. Ein zweigeschoßiger Vorbau an der Hofseite des Südflügels auf Höhe der Tordurchfahrt stammt wohl aus derselben Zeit.
In den Innenräumen des Barockbaus sind noch viele Gewölbedecken erhalten, darunter Stichkappengewölbe im Erdgeschoß und ein Platzlgewölbe in der einstigen Schlosskapelle. In der Beletage sind in einigen Zimmern noch Bandelwerkstukkaturen vorhanden. Mehrheitlich wurden die Räume aber wegen ihrer Adaption an die Nutzung als Kinderheim und Schule stark überformt.

### Modernere Anbauten und Gebäude

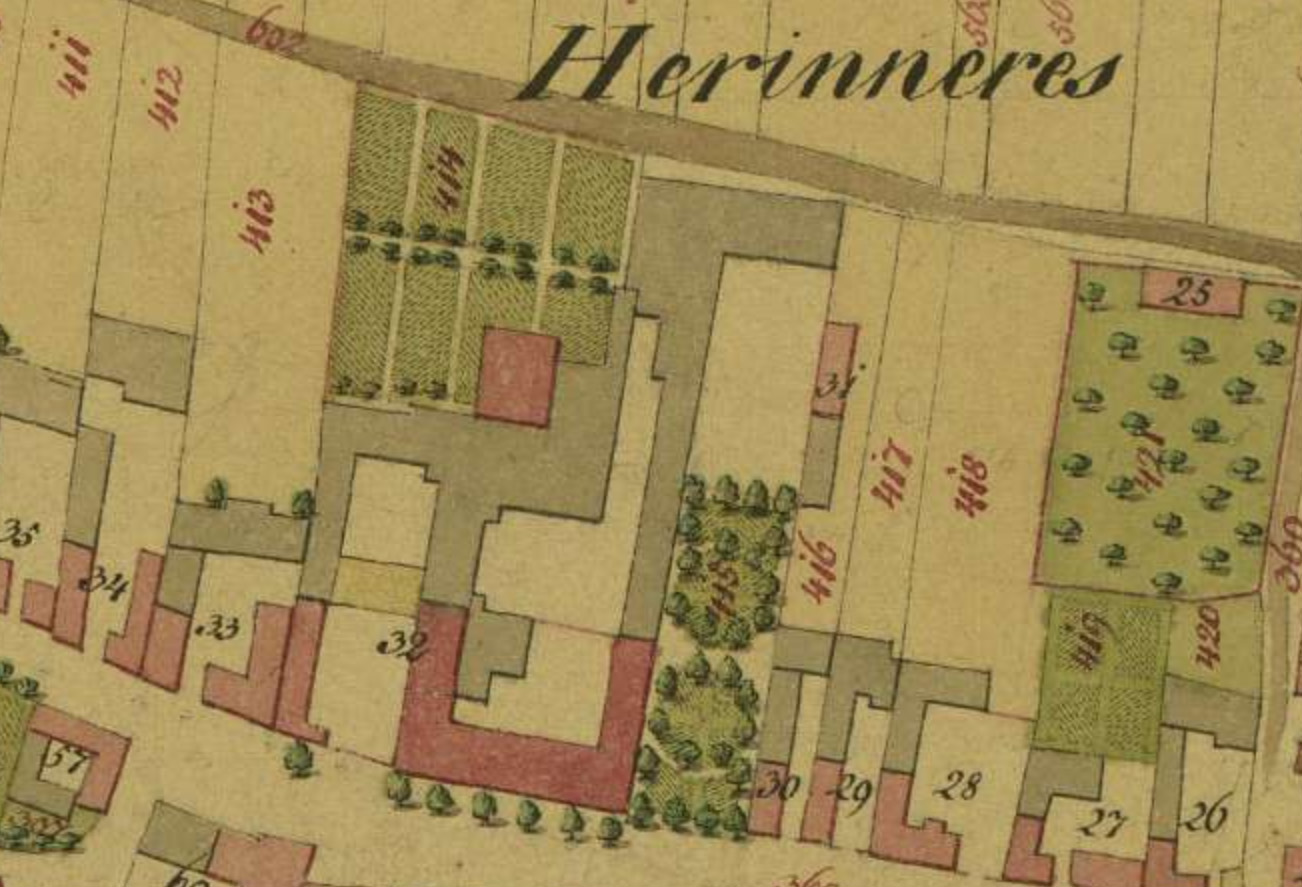
Schloss Wasenhof im Franziszeischen Kataster, 1818

Schon 1818 existierten ausgedehnte Anbauten an der Nordseite des Schlosses, wie die Darstellung der Anlage im Franziszeischen Kataster zeigt. Sie dienten vermutlich zu Wirtschaftszwecken und mussten später moderneren Bauten weichen.
Dem Ostflügel des Barockbaus schließt sich nach Norden der dreigeschoßige Salchertrakt an, der 1890 errichtet wurde. Er ist nach der Industriellen-Witwe Clementine Salcher benannt, deren Spende in Höhe von 50.000 Gulden den Bau ermöglichte. Der Trakt besitzt eine streng gegliederte Nord- und Ostfassade. Seine Innenräume sind modern überformt, deren Preußische Kappen sind unter abgehängten Flachdecken aber noch erhalten.
Östlich des Barockbaus steht ein zweigeschoßiger Wirtschaftstrakt mit Küche und Speisesälen aus dem Jahr 1904. Er ist über einen eingeschoßigen Verbindungsgang mit dem Salchertrakt verbunden. Dieser Gang ist in der Mitte von einer Turnhalle unterbrochen.

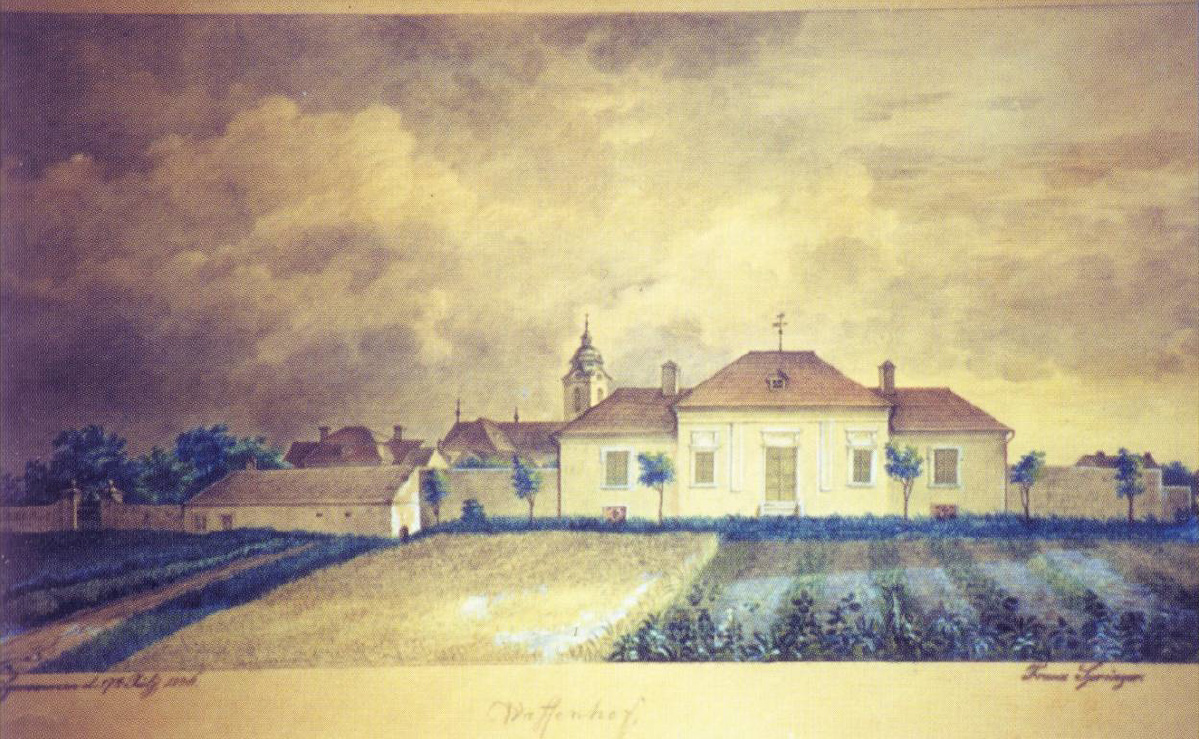
Nordansicht des Gartenschlössels, 1846

Zu Anlage gehören noch weitere Gebäude die baulich aber nicht mit dem Schlossgebäude verbunden sind. Dazu zählen das sogenannte Gärtnerhaus, das vermutlich aus dem 19. oder sogar späten 18. Jahrhundert stammt und an der Nordseite einen Anbau von 1905 besitzt, und ein ehemaliger Pferdestall in der Nordwest-Ecke des Schlossareals, dessen Kern möglicherweise in das 16. Jahrhundert datiert.
In der Nordost-Ecke der Schlossanlage steht zudem das sogenannte Gartenschlössel, das auch Albertihaus genannt wird. Es handelt sich dabei um einen ehemaligen Gartenpavillon des Perlashofes, dem zweiten der drei in Biedermannsdorf einst existierenden Freihöfe. Das Gebäude wurde in der Zeit um 1730/40 errichtet und 1786 erstmals als Gartenpavillon genannt. Nachdem die Stephanie-Stiftung ihn 1904 erworben hatte, ließ sie das kleine Gebäude zu einer Krankenstation umbauen. Der Kern aus dem 18. Jahrhundert ist jedoch noch erhalten, und sowohl Fenster als auch Eingang weisen noch eine barocke Gestaltung auf. Das Gartenschlössel dient heute als Jugendtreff.